# Advanced mathematics software
Pour les articles homonymes, voir AMS.
Advanced mathematics software ou AMS est le principal logiciel mathématique inclus dans certaines calculatrices graphiques de Texas Instruments : TI-89, TI-89 Titanium, TI-92 Plus, TI Voyage 200. Il est basé sur Derive.

## Principales fonctions
- système de calcul formel qui permet de manipuler expressions mathématiques et fonctions ;
- manipulation d'équations différentielles ;
- tracés de graphes 2D et 3D ;
- prise en charge de l'algèbre linéaire ;
- solveur numérique interactif ;
- gestion de constantes physiques et conversions d'unités ;
- outils statistiques ;
- possibilité d'écrire des programmes en TI-Basic et en assembleur.

## Versions successives
- 1.00 (21 mai 1998) : version initiale ;
- 1.01 (5 août 1998) ;
- 1.05 : compatibilité avec la version 2 de la plate-forme matérielle (HW2) ;
- 2.03 : possibilité d'utiliser toute la mémoire flash, mais limitation de la taille des programmes en assembleur à 8 Ko ;
- 2.04 : la limite de taille des programmes en assembleur est repoussée à 24 Ko ;
- 2.05 (2 juin 1999) : correction de bugs ;
- 2.06 ;
- 2.07 : support de la TI Voyage 200 ;
- 2.08 (16 août 2002) : menu à icônes, compatibilité avec les claviers externes, nouvelles fonctions trigonométriques et hyperboliques, affichage de la date et de l'heure (sur les matériels compatibles) ;
- 2.09 : prise en charge du TI-Navigator ;
- 3.00 : version pour les TI-89 Titanium (non compatible avec les anciennes versions de TI-89).